# 봉동초등학교 양화분교
봉동초등학교 양화분교는 대한민국 전북특별자치도 완주군에 있는 공립 초등학교이다.

## 학교 연혁
- 1950.01.07 봉동국민학교 양화분교장 설립인가(2학급)
- 1960.04.19 양화국민학교로 독립인가(4학급)
- 1992.03.01 봉동국민학교 양화분교로 격하
- 2013.09.01 어울림학교 선정
- 2014.09.01 제30대 전은희 교장 부임
- 2016.03.01 6학급 편성
- 2017.02.10 본교 제93회 졸업(분교 53회 1,211명)
- 2017.03.02 문심교 교감 부임

## 참고 자료
- 봉동초등학교양화분교장 - 한국교육학술정보원 학교알리미